# 大日本義和団
大日本義和團（たいにほんぎわだん）は、1971年（昭和46年）に岩崎壽照が香川県高松市において結成した団体。
なお、岩崎壽照の結成した団体は他にも過激派の『維新青年倶楽部』もある。　
西日本獅子の会加盟団体。
日本皇民党の創始者、稲本虎翁と五分の兄弟分である。また稲本は宅見勝とも五分の兄弟分である。
| サブスタブ | この項目は、まだ閲覧者の調べものの参照としては役立たない、書きかけの項目です。この項目を加筆・訂正などしてくださる協力者を求めています。このテンプレートは分野別のサブスタブテンプレートやスタブテンプレート（Wikipedia:分野別のスタブテンプレート参照）に変更することが望まれています。 |